# Première circonscription des Yvelines
La première circonscription des Yvelines est l'une des 12 circonscriptions législatives que compte le département français des Yvelines (78), situé en région Île-de-France. Elle comprend les villes de Montigny-le-Bretonneux et Guyancourt, ainsi que la majorité de Versailles.
Du 22 juin 2022 au 9 juin 2024, elle est représentée à l'Assemblée nationale, lors de la XVIe législature de la Cinquième République, par Charles Rodwell, député Renaissance.

## Description géographique et démographique

### Composition de la circonscription depuis 2012

Communes et cantons constitutifs de la lors du redécoupage de 2010.

La première circonscription est entourée par les deuxième, quatrième et onzième circonscriptions des Yvelines, ainsi que par le département des Hauts-de-Seine.
Lors du nouveau découpage électoral de 2010, la circonscription est redéfinie. Le canton de Viroflay est transféré à la 2e circonscription.
La circonscription est aujourd'hui composée de :
- canton de Montigny-le-Bretonneux : toute la ville de Montigny-le-Bretonneux et toute la ville de Guyancourt
- canton de Versailles-1 : la majorité de la ville de Versailles, excluant le quartier des Chantiers (c'est-à-dire le sud de l'avenue de Paris, jusqu'à l'avenue Charles de Gaulle) et la partie Est du quartier Saint-Louis (à l'est de la rue Saint-Médéric).

La loi définit la limitation du canton de Versailles-1 et donc de la circonscription ainsi :

« Le canton n° 20 (Versailles-1) comprend la partie de la commune de Versailles située au nord d'une ligne définie par l'axe des voies et limites suivantes : à partir de la limite territoriale de la commune de Viroflay, place Louis-XIV, avenue de Paris, avenue du Général-de-Gaulle, rue Royale, rue des Bourdonnais, rue Saint-Médéric, rue du Hazard, rue Edouard-Charton, rampe Saint-Martin, jusqu'à la limite territoriale de la commune de Buc. »

— Décret n° 2014-214 du 21 février 2014 portant délimitation des cantons dans le département des Yvelines
D'après l'INSEE, s'appuyant sur les chiffres du recensement de 2013, la population légale de la circonscription pour l'élection législative de 2017 est de 124 730 habitants.

### Composition de la circonscription de 1988 à 2012
Jusqu'en 2012, la première circonscription des Yvelines englobe Versailles et Viroflay.
À sa création, la circonscription est constituée de ces quatre cantons :
- Versailles-Nord
- Versailles-Nord-Ouest
- Versailles-Ouest
- Viroflay

En 1991, le canton de Versailles-Ouest est supprimé au profit de Versailles-Nord-Ouest. Quant aux communes de Guyancourt et Montigny-le-Bretonneux, elles sont regroupées dans le nouveau canton de Montigny-le-Bretonneux (décret ministériel no 91-222 du 27 février 1991).
La circonscription est alors composée des cantons suivants :
- Versailles-Nord : 32 177 habitants ;
- Versailles-Nord-Ouest : 28 585 habitants ;
- Viroflay : 15 211 habitants ;
- Montigny-le-Bretonneux : 60 295 habitants.

D'après les chiffres du recensement de 1999, la circonscription est alors peuplée de 136 282 habitants et la population active est de 67 541 personnes .

### Composition de la circonscription de 1967 à 1986
- Canton de Houilles
- Canton de Maisons-Laffitte

### Composition de la circonscription de 1958 à 1967
Le Journal officiel du 14-15 octobre 1958 précise que la Deuxième circonscription de Seine-et-Oise est composée de :
- Canton de Maisons-Laffitte
- Communes de : Carrières-sur-Seine, Cormeilles-en-Parisis, La Frette-sur-Seine, Herblay, Houilles, Montigny-lès-Cormeilles.

## Députés de la1recirconscriptiondes Yvelines au cours de laVeRépublique
| Législature | Début de mandat | Fin de mandat  | Député               | Parti politique | Observations |
| ----------- | --------------- | -------------- | -------------------- | --------------- | --- |
| IIIe        | 3 avril 1967    | 30 mai 1968    | Michel Jamot         | UNR             | Mandat écourté à la suite d'une dissolution parlementaire décidée par Charles de Gaulle. |
| IVe         | 11 juillet 1968 | 1er avril 1973 | Michel Jamot         | UDR             | |
| Ve          | 2 avril 1973    | 2 avril 1978   | Pierre Bourson       | RI              | |
| Ve          | 1974            | 1976           |                      |                 | |
| Ve          | 1976            | 2 avril 1978   | Pierre Bourson       | RI              | |
| VIIe        | 2 juillet 1981  | 1er avril 1986 | Jean Le Gars         | PS              | |
| VIIIe       | 2 avril 1986    | 14 mai 1988    | Aucun                | Aucun           | Proportionnelle par département, pas de député par circonscription. Mandat écourté à la suite d'une dissolution parlementaire décidée par François Mitterrand. |
| IXe         | 23 juin 1988    | 1er avril 1993 | Étienne Pinte        | RPR             | adjoint au maire de Versailles |
| Xe          | 2 avril 1993    | 21 avril 1997  | Étienne Pinte        | RPR             | Mandat écourté à la suite d'une dissolution parlementaire décidée par Jacques Chirac. |
| XIe         | 12 juin 1997    | 18 juin 2002   | Étienne Pinte        | RPR             | maire de Versailles |
| XIIe        | 19 juin 2002    | 19 juin 2007   | Étienne Pinte        | UMP             | maire de Versailles |
| XIIIe       | 20 juin 2007    | 19 juin 2012   | Étienne Pinte        | UMP             | maire de Versailles |
| XIVe        | 20 juin 2012    | 20 juin 2017   | François de Mazières | UMP             | maire de Versailles |
| XVe         | 21 juin 2017    | 21 juin 2022   | Didier Baichère      | LREM            | Conseiller municipal de Versailles (2014-2020) |
| XVIe        | 22 juin 2022    | 9 juin 2024    | Charles Rodwell      | RE              | Adjoint au Maire de Versailles chargé de la Jeunesse, de la Vie lycéenne et étudiante, et des jeunes professionnels (2020-2022) Conseiller municipal de Versailles (2022-2026) Mandat écourté à la suite d'une dissolution parlementaire décidée par Emmanuel Macron. |

## Résultats électoraux

### Élections de 1967
| Candidat       | Candidat                 | Parti                     | Premier tour | Premier tour | Second tour | Second tour |  |
| Candidat       | Candidat                 | Parti                     | Voix         | %            | Voix        | %           |  |
| -------------- | ------------------------ | ------------------------- | ------------ | ------------ | ----------- | ----------- |  |
|                | Michel Jamot élu         | UD-Ve                     | 15 783       | 35,15        | 21 645      | 50,02       |  |
|                | Auguste Chrétienne       | PCF                       | 15 581       | 34,7         | 21 625      | 49,98       |  |
|                | Robert Dubernard         | FGDS (CIR)                | 5 032        | 11,21        |             |             |  |
|                | Stéphane Faussemagne     | CD (PDM)                  | 4 824        | 10,74        |             |             |  |
|                | Pierre-Alexandre Bourson | Divers droite (Gaulliste) | 3 682        | 8,2          |             |             |  |
|                |                          |                           |              |              |             |             |  |
| Inscrits       | Inscrits                 | Inscrits                  | 56 351       | 100,00       | 56 342      | 100,00      |  |
| Abstentions    | Abstentions              | Abstentions               | 10 506       | 18,64        | 11 270      | 20          |  |
| Votants        | Votants                  | Votants                   | 45 845       | 81,36        | 45 072      | 80          |  |
| Blancs et nuls | Blancs et nuls           | Blancs et nuls            | 943          | 2,06         | 1 802       | 4           |  |
| Exprimés       | Exprimés                 | Exprimés                  | 44 902       | 97,94        | 43 270      | 96          |  |

Le suppléant de Michel Jamot était Roland Duménil, ingénieur.

### Élections de 1968
| Candidat       | Candidat                   | Parti          | Premier tour | Premier tour | Second tour | Second tour |  |
| Candidat       | Candidat                   | Parti          | Voix         | %            | Voix        | %           |  |
| -------------- | -------------------------- | -------------- | ------------ | ------------ | ----------- | ----------- |  |
|                | Michel Jamot sortant réélu | UDR (URP)      | 19 029       | 42,53        | 23 063      | 55,28       |  |
|                | Auguste Chrétienne         | PCF            | 13 593       | 30,38        | 18 654      | 44,72       |  |
|                | Stéphane Faussemagne       | CD (PDM)       | 5 719        | 12,78        | Retrait     | Retrait     |  |
|                | Michel Gruel               | FGDS (CIR)     | 3 140        | 7,02         |             |             |  |
|                | Jean Le Gars               | PSU            | 2 323        | 5,19         |             |             |  |
|                | Mme Richard de Saultrait   | TD             | 936          | 2,09         |             |             |  |
|                |                            |                |              |              |             |             |  |
| Inscrits       | Inscrits                   | Inscrits       | 55 957       | 100,00       | 55 928      | 100,00      |  |
| Abstentions    | Abstentions                | Abstentions    | 10 867       | 19,42        | 12 780      | 22,85       |  |
| Votants        | Votants                    | Votants        | 45 090       | 80,58        | 43 148      | 77,15       |  |
| Blancs et nuls | Blancs et nuls             | Blancs et nuls | 350          | 0,78         | 1 431       | 3,32        |  |
| Exprimés       | Exprimés                   | Exprimés       | 44 740       | 99,22        | 41 717      | 96,68       |  |

Le suppléant de Michel Jamot était Roland Duménil.

### Élections de 1973
| Candidat       | Candidat             | Parti                     | Premier tour | Premier tour | Second tour | Second tour |  |
| Candidat       | Candidat             | Parti                     | Voix         | %            | Voix        | %           |  |
| -------------- | -------------------- | ------------------------- | ------------ | ------------ | ----------- | ----------- |  |
|                | Auguste Chrétienne   | PCF                       | 14 946       | 30,79        | 22 736      | 47,1        |  |
|                | Pierre Bourson élu   | RI (URP)                  | 10 177       | 20,96        | 25 532      | 52,9        |  |
|                | Gilbert Grandval     | UDR                       | 8 459        | 17,42        | Retrait     | Retrait     |  |
|                | Stéphane Faussemagne | CD (MR)                   | 6 031        | 12,42        | Retrait     | Retrait     |  |
|                | Philippe Machefer    | PS (UGSD)                 | 5 130        | 10,57        |             |             |  |
|                | Jean Le Gars         | PSU                       | 2 432        | 5,01         |             |             |  |
|                | Jean-Marc Rosenfeld  | LCR                       | 636          | 1,31         |             |             |  |
|                | Antoine Martinie     | Divers droite (Gaulliste) | 401          | 0,83         |             |             |  |
|                | François Duprat      | FN                        | 334          | 0,69         |             |             |  |
|                |                      |                           |              |              |             |             |  |
| Inscrits       | Inscrits             | Inscrits                  | 61 214       | 100,00       | 61 152      | 100,00      |  |
| Abstentions    | Abstentions          | Abstentions               | 11 678       | 19,08        | 11 140      | 18,22       |  |
| Votants        | Votants              | Votants                   | 49 536       | 80,92        | 50 012      | 81,78       |  |
| Blancs et nuls | Blancs et nuls       | Blancs et nuls            | 990          | 2            | 1 744       | 3,49        |  |
| Exprimés       | Exprimés             | Exprimés                  | 48 546       | 98           | 48 268      | 96,51       |  |

Le suppléant de Pierre Bourson était Louis Pauwels, écrivain et journaliste, résidant au Mesnil-le-Roi.

### Élections de 1978
| Candidat       | Candidat                     | Parti                      | Premier tour | Premier tour | Second tour | Second tour |  |
| Candidat       | Candidat                     | Parti                      | Voix         | %            | Voix        | %           |  |
| -------------- | ---------------------------- | -------------------------- | ------------ | ------------ | ----------- | ----------- |  |
|                | Pierre Bourson sortant réélu | UDF (PR)                   | 15 176       | 27,68        | 30 273      | 54,92       |  |
|                | François Hilsum              | PCF                        | 13 122       | 23,93        | 24 845      | 45,08       |  |
|                | Jean Le Gars                 | PS                         | 10 540       | 19,22        | Retrait     | Retrait     |  |
|                | Jacques Bachelier            | RPR                        | 8 992        | 16,40        | Retrait     | Retrait     |  |
|                | François de La Vaissière     | Divers droite (Maj. prés.) | 1 373        | 2,50         |             |             |  |
|                | Michel Freydt                | Divers écologiste          | 1 311        | 2,39         |             |             |  |
|                | Solance Berneron             | Divers écologiste          | 1 182        | 2,16         |             |             |  |
|                | Marie-Pascale Lauret         | PSU (FA)                   | 841          | 1,53         |             |             |  |
|                | Claire Neuville              | Extrême gauche (LO)        | 577          | 1,05         |             |             |  |
|                | Christian Cozzolino          | FN                         | 537          | 0,98         |             |             |  |
|                | Jean-Pierre Laspougeas       | Extrême gauche (LCR)       | 413          | 0,75         |             |             |  |
|                | Louis Bonnel                 | Divers droite              | 384          | 0,70         |             |             |  |
|                | Robert Clop                  | GO (UGP)                   | 347          | 0,63         |             |             |  |
|                |                              |                            |              |              |             |             |  |
| Inscrits       | Inscrits                     | Inscrits                   | 68 402       | 100,00       | 67 839      | 100,00      |  |
| Abstentions    | Abstentions                  | Abstentions                | 12 778       | 18,68        | 10 949      | 16,14       |  |
| Votants        | Votants                      | Votants                    | 55 624       | 81,32        | 56 890      | 83,86       |  |
| Blancs et nuls | Blancs et nuls               | Blancs et nuls             | 799          | 1,44         | 1 772       | 3,11        |  |
| Exprimés       | Exprimés                     | Exprimés                   | 54 825       | 98,56        | 55 118      | 96,89       |  |

Le suppléant de Pierre Bourson était Louis Pauwels.

### Élections de 1981
| Candidat       | Candidat               | Parti             | Premier tour | Premier tour | Second tour | Second tour |  |
| Candidat       | Candidat               | Parti             | Voix         | %            | Voix        | %           |  |
| -------------- | ---------------------- | ----------------- | ------------ | ------------ | ----------- | ----------- |  |
|                | Pierre Bourson sortant | UDF (UNM)         | 21 141       | 43,91        | 24 667      | 48,52       |  |
|                | Jean Le Gars élu       | PS                | 15 471       | 32,13        | 26 174      | 51,48       |  |
|                | François Hilsum        | PCF               | 8 669        | 18,00        | Retrait     | Retrait     |  |
|                | Pascale Molet          | Divers écologiste | 877          | 1,82         |             |             |  |
|                | Solange Berneron       | Divers écologiste | 852          | 1,77         |             |             |  |
|                | Jacques-Michel Frénot  | FN                | 688          | 1,43         |             |             |  |
|                | Denis Vidal            | Divers droite     | 237          | 0,49         |             |             |  |
|                | Pierre Leconte         | CCA               | 213          | 0,44         |             |             |  |
|                |                        |                   |              |              |             |             |  |
| Inscrits       | Inscrits               | Inscrits          | 69 236       | 100,00       | 69 222      | 100,00      |  |
| Abstentions    | Abstentions            | Abstentions       | 20 698       | 29,89        | 17 558      | 25,36       |  |
| Votants        | Votants                | Votants           | 48 538       | 70,11        | 51 664      | 74,64       |  |
| Blancs et nuls | Blancs et nuls         | Blancs et nuls    | 390          | 0,8          | 823         | 1,59        |  |
| Exprimés       | Exprimés               | Exprimés          | 48 148       | 99,2         | 50 841      | 98,41       |  |

Le suppléant de Jean Le Gars était Marcel Saussard, ingénieur, maire de Carrières-sur-Seine.

### Élections de 1988
|                | Étienne Pinte sortant réélu | RPR (URC)      | 26 770 | 55,17  |  |  |  |
|                | Roland Nadaus               | PS             | 13 642 | 28,11  |  |  |  |
|                | Jean-Louis Guillaume        | FN             | 4 903  | 10,1   |  |  |  |
|                | Roland Thébault             | PCF            | 2 789  | 5,75   |  |  |  |
|                | Jean-François You           | POE            | 419    | 0,86   |  |  |  |
|                |                             |                |        |        |  |  |  |
| Inscrits       | Inscrits                    | Inscrits       | 74 596 | 100,00 |  |  |  |
| Abstentions    | Abstentions                 | Abstentions    | 25 434 | 34,1   |  |  |  |
| Votants        | Votants                     | Votants        | 49 162 | 65,9   |  |  |  |
| Blancs et nuls | Blancs et nuls              | Blancs et nuls | 639    | 1,3    |  |  |  |
| Exprimés       | Exprimés                    | Exprimés       | 48 523 | 98,7   |  |  |  |

Le suppléant d'Étienne Pinte était Nicolas About, médecin, maire UDF de Montigny-le-Bretonneux.

### Élections de 1993
| Candidat       | Candidat                    | Parti          | Premier tour | Premier tour | Second tour | Second tour |  |
| Candidat       | Candidat                    | Parti          | Voix         | %            | Voix        | %           |  |
| -------------- | --------------------------- | -------------- | ------------ | ------------ | ----------- | ----------- |  |
|                | Étienne Pinte sortant réélu | RPR (UPF)      | 27 236       | 49,03        | 34 283      | 67,36       |  |
|                | Roland Nadaus               | PS (ADFP)      | 9 079        | 16,34        | 16 610      | 32,64       |  |
|                | Jean-Pierre Atoch           | FN             | 6 107        | 10,99        |             |             |  |
|                | Jean-Christophe Allafort    | GÉ (EÉ)        | 5 316        | 9,57         |             |             |  |
|                | Joëlle Leroy                | PCF            | 2 224        | 4            |             |             |  |
|                | Éric Vassel de Fauterau     | CNIP           | 1 672        | 3,01         |             |             |  |
|                | Michel Bock                 | SÉGA           | 1 291        | 2,32         |             |             |  |
|                | Nicole Coignard             | LT-LNÉ         | 949          | 1,71         |             |             |  |
|                | Albertine Mandales          | RDRP           | 884          | 1,59         |             |             |  |
|                | Alain Chaumier              | UDI            | 789          | 1,42         |             |             |  |
|                |                             |                |              |              |             |             |  |
| Inscrits       | Inscrits                    | Inscrits       | 79 611       | 100,00       | 80 387      | 100,00      |  |
| Abstentions    | Abstentions                 | Abstentions    | 22 045       | 27,69        | 26 106      | 32,48       |  |
| Votants        | Votants                     | Votants        | 57 566       | 72,31        | 54 281      | 67,52       |  |
| Blancs et nuls | Blancs et nuls              | Blancs et nuls | 2 019        | 3,51         | 3 388       | 6,24        |  |
| Exprimés       | Exprimés                    | Exprimés       | 55 547       | 96,49        | 50 893      | 93,76       |  |

Le suppléant d'Étienne Pinte était Jacques Le Voyer, docteur en chirurgie dentaire.

### Élections de 1997
| Candidat       | Candidat                    | Parti          | Premier tour | Premier tour | Second tour | Second tour |  |
| Candidat       | Candidat                    | Parti          | Voix         | %            | Voix        | %           |  |
| -------------- | --------------------------- | -------------- | ------------ | ------------ | ----------- | ----------- |  |
|                | Étienne Pinte sortant réélu | RPR            | 21 833       | 40,62        | 33 645      | 61,42       |  |
|                | Anne-Marie Doux             | PS             | 12 033       | 22,38        | 21 133      | 38,58       |  |
|                | Jean-Philippe Lemaire       | FN             | 6 241        | 11,61        |             |             |  |
|                | Maud de Lesquen             | LDI (MPF)      | 2 898        | 5,39         |             |             |  |
|                | Joëlle Leroy                | PCF            | 2 531        | 4,71         |             |             |  |
|                | Julie Calemard              | Divers droite  | 2 349        | 4,37         |             |             |  |
|                | Djamal Yaloui               | Les Verts      | 2 134        | 3,97         |             |             |  |
|                | Jean-Pierre Blanchelande    | GÉ             | 1 467        | 2,73         |             |             |  |
|                | Michel Bock                 | SÉGA           | 1 077        | 2            |             |             |  |
|                | Marianne Selz               | US4J           | 1 050        | 1,95         |             |             |  |
|                | Florent Marsouin            | PLN            | 104          | 0,19         |             |             |  |
|                | André Large                 | Divers droite  | 32           | 0,06         |             |             |  |
|                | Yannick Lang                | Divers         | 6            | 0,01         |             |             |  |
|                | Gwen-Aëlle Trombert         | Divers         | 0            | 0            |             |             |  |
|                |                             |                |              |              |             |             |  |
| Inscrits       | Inscrits                    | Inscrits       | 83 178       | 100,00       | 83 173      | 100,00      |  |
| Abstentions    | Abstentions                 | Abstentions    | 27 689       | 33,29        | 25 763      | 30,98       |  |
| Votants        | Votants                     | Votants        | 55 489       | 66,71        | 57 410      | 69,02       |  |
| Blancs et nuls | Blancs et nuls              | Blancs et nuls | 1 734        | 3,12         | 2 632       | 4,58        |  |
| Exprimés       | Exprimés                    | Exprimés       | 53 755       | 96,88        | 54 778      | 95,42       |  |

Le suppléant d'Étienne Pinte était Patrick Grison, UDF, conseiller municipal de Guyancourt.

### Élections de 2002
| Candidat       | Candidat                    | Parti                  | Premier tour | Premier tour | Second tour | Second tour |
| Candidat       | Candidat                    | Parti                  | Voix         | %            | Voix        | %           |
| -------------- | --------------------------- | ---------------------- | ------------ | ------------ | ----------- | ----------- |
|                | Étienne Pinte sortant réélu | UMP                    | 25 287       | 43,85        | 32 133      | 63,96       |
|                | Maryvonne Coulloch-Katz     | PS                     | 13 856       | 24,03        | 18 108      | 36,04       |
|                | Michel Bayvet               | FN                     | 4 681        | 8,12         |             |             |
|                | Béatrice Bourges            | Divers droite          | 4 532        | 7,86         |             |             |
|                | Michel Bock                 | Les Verts              | 2 456        | 4,26         |             |             |
|                | Maud de Lesquen             | MPF                    | 2 125        | 3,69         |             |             |
|                | Alain Perusat               | Divers                 | 1 328        | 2,30         |             |             |
|                | Cédric Clerin               | PCF                    | 1 015        | 1,76         |             |             |
|                | Philippe Lecreux            | Pôle républicain       | 735          | 1,27         |             |             |
|                | Hervé Morvan                | LO                     | 412          | 0,71         |             |             |
|                | Michel Pittino              | MNR                    | 381          | 0,66         |             |             |
|                | Christian Lefebvre          | Divers écologiste      | 358          | 0,62         |             |             |
|                | Nicolas Baguenard           | Divers gauche          | 266          | 0,46         |             |             |
|                | Gérard Reix                 | Extrême gauche         | 233          | 0,40         |             |             |
|                | Sylvie Arnaud               | Divers écologiste (GÉ) | 0            | 0,00         |             |             |
|                |                             |                        |              |              |             |             |
| Inscrits       | Inscrits                    | Inscrits               | 83 534       | 100,00       | 83 531      | 100,00      |
| Abstentions    | Abstentions                 | Abstentions            | 25 247       | 30,22        | 31 426      | 37,62       |
| Votants        | Votants                     | Votants                | 58 287       | 69,78        | 52 105      | 62,38       |
| Blancs et nuls | Blancs et nuls              | Blancs et nuls         | 622          | 1,07         | 1 864       | 3,58        |
| Exprimés       | Exprimés                    | Exprimés               | 57 665       | 98,93        | 50 241      | 96,42       |

La suppléante d'Étienne Pinte était Suzanne Blanc, conseillère régionale, maire adjoint de Montigny-le-Bretonneux.

### Élections de 2007
| Candidat                          | Candidat                    | Parti                | Premier tour | Premier tour | Second tour | Second tour |  |
| Candidat                          | Candidat                    | Parti                | Voix         | %            | Voix        | %           |  |
| --------------------------------- | --------------------------- | -------------------- | ------------ | ------------ | ----------- | ----------- |  |
|                                   | Étienne Pinte sortant réélu | UMP                  | 26 751       | 46,62        | 28 300      | 57,70       |  |
|                                   | Sylvie Faucheux             | PS                   | 12 667       | 22,08        | 20 750      | 42,30       |  |
|                                   | Valérie Ohannessian         | UDF–MoDem            | 6 950        | 12,11        |             |             |  |
|                                   | Jean-Luc Manceau            | Les Verts            | 2 619        | 4,56         |             |             |  |
|                                   | Jacques Roze                | MPF                  | 2 592        | 4,52         |             |             |  |
|                                   | Michel Bayvet               | FN                   | 2 241        | 3,91         |             |             |  |
|                                   | Rita Charles                | Extrême gauche (LCR) | 1 074        | 1,87         |             |             |  |
|                                   | Jean Lavollay               | PCF                  | 930          | 1,62         |             |             |  |
|                                   | Michel Franquet             | Divers               | 846          | 1,47         |             |             |  |
|                                   | Florence Bedague            | Extrême gauche (LO)  | 360          | 0,63         |             |             |  |
|                                   | Yves Jégou                  | Extrême droite (MNR) | 345          | 0,60         |             |             |  |
|                                   |                             |                      |              |              |             |             |  |
| Inscrits                          | Inscrits                    | Inscrits             | 91 526       | 100,00       | 91 525      | 100,00      |  |
| Abstentions                       | Abstentions                 | Abstentions          | 33 317       | 36,4         | 40 320      | 44,05       |  |
| Votants                           | Votants                     | Votants              | 58 209       | 63,6         | 51 205      | 55,95       |  |
| Blancs et nuls                    | Blancs et nuls              | Blancs et nuls       | 834          | 1,43         | 2 155       | 4,21        |  |
| Exprimés                          | Exprimés                    | Exprimés             | 57 375       | 98,57        | 49 050      | 95,79       |  |
| Source : Ministère de l'Intérieur |                             |                      |              |              |             |             |  |

### Élections de 2012
|                                   | François de Mazières élu | UMP (NC)                | 19 227 | 39,08  | 26 544 | 56,75  |  |  |  |  |  |
|                                   | Isabelle This Saint-Jean | PS                      | 15 655 | 31,82  | 20 230 | 43,25  |  |  |  |  |  |
|                                   | Dominique Touly          | FN                      | 3 904  | 7,94   |        |        |  |  |  |  |  |
|                                   | Béatrice Bourges         | Divers droite (PCD)     | 3 508  | 7,13   |        |        |  |  |  |  |  |
|                                   | Jean-Luc Manceau         | EÉLV                    | 1 851  | 3,76   |        |        |  |  |  |  |  |
|                                   | Émilie Germain-Vedrenne  | FG (PCF)                | 1 684  | 3,42   |        |        |  |  |  |  |  |
|                                   | Jean-Marc Coursin        | MoDem                   | 1 558  | 3,17   |        |        |  |  |  |  |  |
|                                   | Arielle Leopold          | Sans étiquette          | 435    | 0,88   |        |        |  |  |  |  |  |
|                                   | Philippe Arnoult         | Divers écologiste (AÉI) | 383    | 0,78   |        |        |  |  |  |  |  |
|                                   | Christophe Pytel         | Divers droite (DLR)     | 319    | 0,65   |        |        |  |  |  |  |  |
|                                   | Jacques Roze             | Divers droite (MPF)     | 182    | 0,37   |        |        |  |  |  |  |  |
|                                   | Bernadette Chabanet      | Divers droite (AR)      | 166    | 0,34   |        |        |  |  |  |  |  |
|                                   | Sonia Allani             | Extrême gauche (LO)     | 148    | 0,30   |        |        |  |  |  |  |  |
|                                   | Christian Morel          | Extrême gauche (NPA)    | 137    | 0,28   |        |        |  |  |  |  |  |
|                                   | Bertrand Hugon           | Divers (RIC)            | 40     | 0,08   |        |        |  |  |  |  |  |
|                                   |                          |                         |        |        |        |        |  |  |  |  |  |
| Inscrits                          | Inscrits                 | Inscrits                | 81 679 | 100,00 | 81 682 | 100,00 |  |  |  |  |  |
| Abstentions                       | Abstentions              | Abstentions             | 32 039 | 39,23  | 33 999 | 41,62  |  |  |  |  |  |
| Votants                           | Votants                  | Votants                 | 49 640 | 60,77  | 47 683 | 58,38  |  |  |  |  |  |
| Blancs et nuls                    | Blancs et nuls           | Blancs et nuls          | 443    | 0,89   | 909    | 1,91   |  |  |  |  |  |
| Exprimés                          | Exprimés                 | Exprimés                | 49 197 | 99,11  | 46 774 | 98,09  |  |  |  |  |  |
| Source : Ministère de l'Intérieur |                          |                         |        |        |        |        |  |  |  |  |  |

### Élections de 2017
|                                                                           |                                                                                 |                           |                           |                          |                          |
|                                                                           |                                                                                 | Premier tour 11 juin 2017 | Premier tour 11 juin 2017 | Second tour 18 juin 2017 | Second tour 18 juin 2017 |
|                                                                           |                                                                                 |                           |                           |                          |                          |
|                                                                           |                                                                                 | Nombre                    | % des inscrits            | Nombre                   | % des inscrits           |
| Inscrits                                                                  | Inscrits                                                                        | 83 490                    | 100,00                    | 83 490                   | 100,00                   |
| Abstentions                                                               | Abstentions                                                                     | 36 407                    | 43,61                     | 41 919                   | 50,21                    |
| Votants                                                                   | Votants                                                                         | 47 083                    | 56,39                     | 41 571                   | 49,79                    |
|                                                                           |                                                                                 |                           | % des votants             |                          | % des votants            |
| Bulletins blancs                                                          | Bulletins blancs                                                                | 381                       | 0,81                      | 2 053                    | 4,94                     |
| Bulletins nuls                                                            | Bulletins nuls                                                                  | 130                       | 0,28                      | 587                      | 1,41                     |
| Suffrages exprimés                                                        | Suffrages exprimés                                                              | 46 572                    | 98,91                     | 38 931                   | 93,65                    |
|                                                                           |                                                                                 |                           |                           |                          |                          |
| Candidat Étiquette politique (partis et alliances)                        | Candidat Étiquette politique (partis et alliances)                              | Voix                      | % des exprimés            | Voix                     | % des exprimés           |
|                                                                           |                                                                                 |                           |                           |                          |                          |
|                                                                           | Didier Baichère La République en marche                                         | 19 630                    | 42,15                     | 19 879                   | 51,06                    |
|                                                                           | François-Xavier Bellamy Les Républicains (Union des démocrates et indépendants) | 12 801                    | 27,49                     | 19 052                   | 48,94                    |
|                                                                           | Thibaut Marchal La France insoumise                                             | 3 744                     | 8,04                      |                          |                          |
|                                                                           | Thierry Perez Front national                                                    | 2 360                     | 5,07                      |                          |                          |
|                                                                           | Charlotte Rossettini Parti socialiste                                           | 2 163                     | 4,64                      |                          |                          |
|                                                                           | Olivier Pareja Europe Écologie Les Verts                                        | 1 918                     | 4,12                      |                          |                          |
|                                                                           | François Billot de Lochner Divers droite (Parti chrétien-démocrate)             | 1 295                     | 2,78                      |                          |                          |
|                                                                           | Emmanuel Bojan Debout la France                                                 | 637                       | 1,37                      |                          |                          |
|                                                                           | Nicolas Jacot Carmichael Divers droite (577-Les Indépendants)                   | 609                       | 1,31                      |                          |                          |
|                                                                           | Florence Humbert Écologiste (Demain en commun)                                  | 394                       | 0,85                      |                          |                          |
|                                                                           | Nicolas-Robin Plinate Divers (Union populaire républicaine)                     | 357                       | 0,77                      |                          |                          |
|                                                                           | Geneviève Kujawski Parti communiste français                                    | 355                       | 0,76                      |                          |                          |
|                                                                           | Jean-Loup Leroux Lutte ouvrière                                                 | 186                       | 0,40                      |                          |                          |
|                                                                           | Paul de Béon Divers (Allons enfants)                                            | 123                       | 0,26                      |                          |                          |
| Source : Ministère de l'Intérieur - Première circonscription des Yvelines |                                                                                 |                           |                           |                          |                          |

### Élections de 2022
Les élections législatives françaises de 2022 ont lieu les dimanches 12 et 19 juin 2022.
|                                                    |                                                                 |                           |                           |                          |                          |
|                                                    |                                                                 | Premier tour 12 juin 2022 | Premier tour 12 juin 2022 | Second tour 19 juin 2022 | Second tour 19 juin 2022 |
|                                                    |                                                                 |                           |                           |                          |                          |
|                                                    |                                                                 | Nombre                    | % des inscrits            | Nombre                   | % des inscrits           |
| Inscrits                                           | Inscrits                                                        | 83 335                    | 100                       | 83 352                   | 100                      |
| Abstentions                                        | Abstentions                                                     | 36 676                    | 44,01                     | 39 461                   | 47,34                    |
| Votants                                            | Votants                                                         | 46 659                    | 55,99                     | 43 891                   | 52,66                    |
|                                                    |                                                                 |                           | % des votants             |                          | % des votants            |
| Bulletins blancs                                   | Bulletins blancs                                                | 549                       | 1,18                      | 2450                     | 5,58                     |
| Bulletins nuls                                     | Bulletins nuls                                                  | 162                       | 0,35                      | 836                      | 1,90                     |
| Suffrages exprimés                                 | Suffrages exprimés                                              | 45 948                    | 98,48                     | 40 605                   | 92,51                    |
|                                                    |                                                                 |                           |                           |                          |                          |
| Candidat Étiquette politique (partis et alliances) | Candidat Étiquette politique (partis et alliances)              | Voix                      | % des exprimés            | Voix                     | % des exprimés           |
|                                                    |                                                                 |                           |                           |                          |                          |
|                                                    | Charles Rodwell Ensemble                                        | 15 198                    | 33,08                     | 25 707                   | 63,31                    |
|                                                    | Sébastien Ramage Nouvelle Union populaire écologique et sociale | 11 253                    | 24,49                     | 14 898                   | 36,69                    |
|                                                    | Olivier de La Faire Les Républicains                            | 7 292                     | 15,87                     |                          |                          |
|                                                    | Laurence Trochu Mouvement conservateur (Reconquête)             | 5 730                     | 12,47                     |                          |                          |
|                                                    | Anne Jacqmin Rassemblement national                             | 3 332                     | 7,25                      |                          |                          |
|                                                    | Iphigénie Kameni Les Centristes - Le Nouveau Centre             | 1 213                     | 2,64                      |                          |                          |
|                                                    | Margaux-Charlotte Grespier Parti animaliste                     | 782                       | 1,70                      |                          |                          |
|                                                    | Sylvie Jegou Droite souverainiste                               | 622                       | 1,35                      |                          |                          |
|                                                    | Jean-Loup Leroux Lutte ouvrière                                 | 291                       | 0,63                      |                          |                          |
|                                                    | Christophe Auger Parti ouvrier indépendant                      | 235                       | 0,51                      |                          |                          |

### Élections de 2024
| Candidat                 | Candidat                     | Parti et coalition       | Nuance                   | Premier tour | Premier tour | Second tour | Second tour |
| Candidat                 | Candidat                     | Parti et coalition       | Nuance                   | Voix         | %            | Voix        | %           |
| ------------------------ | ---------------------------- | ------------------------ | ------------------------ | ------------ | ------------ | ----------- | ----------- |
|                          | Charles Rodwell, sortant élu | RE - Agir (ENS)          | ENS                      | 20 235       | 33,55        | 27 403      | 46,90       |
|                          | Sébastien Ramage             | LFI (NFP)                | UG                       | 17 073       | 28,31        | 16 828      | 28,80       |
|                          | Anne Jacqmin                 | RN                       | RN                       | 11 686       | 19,37        | 14 195      | 24,29       |
|                          | Arnaud Poulain               | LR                       | LR                       | 9 783        | 16,22        |             |             |
|                          | Sabine Clément               | REC                      | REC                      | 868          | 1,44         |             |             |
|                          | Jean-Loup Leroux             | LO                       | EXG                      | 523          | 0,87         |             |             |
|                          | Guillaume Carlier            | SE                       | DIV                      | 147          | 0,24         |             |             |
|                          |                              |                          |                          |              |              |             |             |
| Suffrages exprimés       | Suffrages exprimés           | Suffrages exprimés       | Suffrages exprimés       | 60 315       | 98,41        | 58 426      | 97,71       |
| Votes blancs             | Votes blancs                 | Votes blancs             | Votes blancs             | 744          | 1,21         | 1 092       | 1,83        |
| Votes nuls               | Votes nuls                   | Votes nuls               | Votes nuls               | 231          | 0,38         | 278         | 0,46        |
| Total                    | Total                        | Total                    | Total                    | 61 290       | 100          | 59 796      | 100         |
| Abstention               | Abstention                   | Abstention               | Abstention               | 22 918       | 27,22        | 24 418      | 29,00       |
| Inscrits / participation | Inscrits / participation     | Inscrits / participation | Inscrits / participation | 84 208       | 72,78        | 84 214      | 71,00       |